# Cheveley
Cheveley – wieś w Anglii, w hrabstwie Cambridgeshire, w dystrykcie East Cambridgeshire. Leży 24 km na wschód od miasta Cambridge i 89 km na północny wschód od Londynu.